# Grav (vattendrag)
Grav är ett vattendrag i Armenien.   Det ligger i provinsen Vajots Dzor, i den sydöstra delen av landet, 90 kilometer sydost om huvudstaden Jerevan.
Trakten runt Grav består i huvudsak av gräsmarker. Runt Grav är det ganska glesbefolkat, med 28 invånare per kvadratkilometer.